# Сабор Украјинске православне цркве
Сабор Украјинске православне цркве (укр. Собор Української Православної Церкви) највиша је власт у Украјинској православној цркви.

## Састав
Сабор се састоји из архијереја, свештенства, монаштва и световњака. Предсједник је митрополит кијевски и све Украјине.
Сазива га митрополит по потреби. Процедуру избора саборских делегата уређује Свети синод Украјинске православне цркве. Сабор усваја свој дневни ред, програм и пословник и бира Предсједништво (архијерејског достојанства), Секретаријат и друга радна тијела.

## Дјелокруг
По Уставу о управи Украјинске православне цркве (укр. Статут про управління Української Православної Церкви) Сабор има надлежност да:
- чува чистоту и неповредивост православног вјерског учења и норми хришћанског морала;
- чува канонско јединство Украјинске православне цркве, као и њено канонско јединство са Руском православном црквом и са свим помјесним православним црквама;
- надгледа спровођење одлука Помјесног сабора Руске православне цркве и Сабора Украјинске православне цркве и њихових црквених устава;
- одлучује о главним богословским, канонским, богослужбеним и пастирским питањима која се тичу живота Украјинске православне цркве.

Сабор доноси Устав о управи Украјинске православне цркве, као и његове допуне и измјене. Такође, Сабор одлучује о оснивању Кијевске митрополије УПЦ и доноси њен статут.